# Ouli
Ouli es una comuna camerunesa perteneciente al departamento de Kadey de la región del Este. Como arrondissement recibe el nombre de Mbotoro.
En 2005 tiene 7674 habitantes.
Se ubica en el noreste de la región, unos 120 km al noreste de la capital regional Bertoua, junto a la frontera con la República Centroafricana.

## Localidades
Comprende, además de Ouli, las siguientes localidades:
- Bengue Tiko
- Boden
- Bombe-Nasse
- Bounou
- Gbali
- Mbelebina
- Mborgokou
- Moïnam
- Nambona
- Ndambi II
- Oussounou
- Tamounegueze
- Tapata
- Tocktoyo
- Zimbi
- Zoungabona